# Appointment with Venus
Pour plus de détails, voir Fiche technique et Distribution.
Appointment with Venus est un film britannique réalisé par Ralph Thomas, sorti en 1951.

## Synopsis
En 1940, une opération de sauvetage est montée pour évacuer une vache d'une île anglo-normande occupée par les Allemands.

## Fiche technique
- Titre original : Appointment with Venus
- Titre américain : Island Rescue
- Réalisation : Ralph Thomas
- Scénario : Nicholas Phipps, d'après le roman Appointment with Venus de Jerrard Tickell
- Direction artistique : George Provis
- Costumes : Joan Ellacott
- Photographie : Ernest Steward
- Son : John W. Mitchell, Gordon K. McCallum
- Montage : Gerald Thomas
- Musique : Benjamin Frankel
- Production : Betty E. Box
- Production associée : Peter Rogers
- Société de production : British Film Makers
- Société de distribution : General Film Distributors
- Pays de production :  Royaume-Uni
- Langue originale : anglais
- Format : noir et blanc — 35 mm — 1,37:1 — son Mono (Western Electric Recording)
- Genre : Comédie dramatique
- Durée : 90 minutes
- Date de sortie :
  - Royaume-Uni : 8 octobre 1951

## Distribution
- David Niven : Major Valentine Moreland
- Glynis Johns : Nicola Fallaize
- George Coulouris : Capitaine Weiss
- Barry Jones : le prévôt
- Kenneth More : Lionel Fallaize
- Noel Purcell : Trawler Langley
- Bernard Lee : Brigadier
- Jeremy Spenser : Georges
- Patric Doonan : Sergent Forbes
- Martin Boddey : Sergent Vogel
- David Horne : le magistrat